# Namadie
Sainte Namadie (Namadia en latin) est l'épouse de saint Calmin, comte d'Auvergne. Elle aurait vécu au VIe ou au VIIe siècle, et se serait retirée à la fin de ses jours dans le couvent des moniales de Marsat, qui dépendra par la suite de l'abbaye de Mozac, à 2 kilomètres de là.

## Iconographie
Namadie est représentée sur le reliquaire commun de son époux, Calmin, et d'elle-même, connu sous l'appellation de châsse de saint Calmin et de sainte Namadie (en émaux champlevés de Limoges) de la fin du XIIe siècle, conservé dans l'abbatiale Saint-Pierre de Mozac.
En revanche, Namadie est absente de l'iconographie de l'autre châsse de saint Calmin, qui provient de l'église de Laguenne (une des fondations de Calmin) et qui est aujourd'hui conservée au musée Dobrée à Nantes.